# Cribrarula
Cribrarula là một chi ốc biển, là động vật thân mềm chân bụng sống ở biển trong họ Cypraeidae, họ ốc sứ

## Các loài
Các loài thuộc chi Cribrarula bao gồm:
- Cribrarula angelae Moretzsohn & Beals, 2009[2]
- Cribrarula cribellum (Gaskoin, 1849)
- Cribrarula cribraria [3]
- Cribrarula esontropia [4]
- Cribrarula exmouthensis [5]
- Cribrarula garciai Lorenz & Raines, 2001[6]
- Cribrarula gaskoini (Reeve, 1846)
- Cribrarula gravida Moretzsohn, 2002[7]
- Cribrarula pellisserpentis Lorenz, 1999[8]
- Cribrarula toliaraensis Bozzetti, 2007[9]